# Zacharias Dolendo
Zacharias Dolendo (Leyde, 1561–ca. 1604) est un graveur néerlandais.
Il est le frère de Bartholomeus Dolendo, qu'il surpasse en style et en qualité technique.

## Biographie
Zacharias Dolendo est né à Leyde en 1561.
Il a été l'élève de Jacob De Gheyn,. Il a été actif de 1581 à 1598.
Certains portraits de Dolendo sont comparables en qualité à ceux de Johannes Wierix. Il signe souvent ses estampes d'un monogramme « DZ ».
Zacharias Dolendo est mort au plus tard en 1604.

## Œuvre

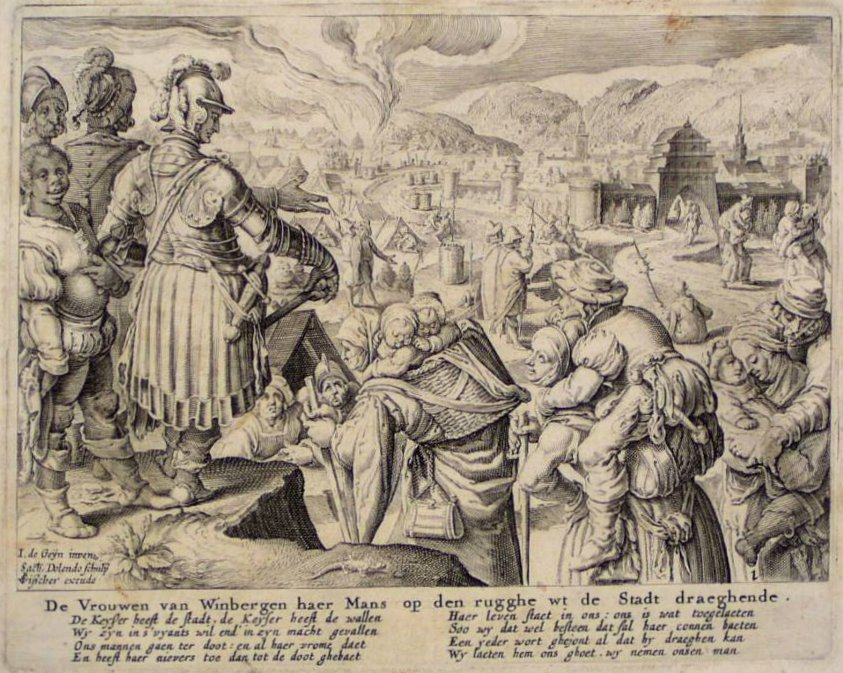
Femme de Weinsberg, d'après Jacob De Gheyn le Jeune.

On connaît de lui les estampes suivantes :
- Guillaume d'Orange, 1581
- Andromède enchaînée au rocher
- Adam and Eve embracing, whilst Eve receives the Apple from the Serpent, d'après Bartholomeus Spranger
- St. Martin dividing his Cloak with two Beggars, d'après Bartholomeus Spranger
- The Continence of Scipio, d'après Abraham Bloemaert
- The Virgin and Infant, with two Angels, d'après Jacob De Gheyn
- The Crucifixion, d'après Jacob De Gheyn
- Femme de Weinsberg, d'après Jacob De Gheyn
- Une série de petites plaques de dieux et déesses, copiées d'après de plus grandes exécutées par Hendrik Goltzius.